# Dioști
Diosti là một xã thuộc hạt Dolj, România. Dân số thời điểm năm 2002 là 3406 người.